# 伊里安島舌鱗銀漢魚
伊里安島舌鱗銀漢魚，為輻鰭魚綱銀漢魚目虹銀漢魚科的其中一種，被IUCN列為易危保育類動物，分布於新幾內亞Sentani湖流域，為熱帶魚類，體長可達12公分，棲息在底中層水域，生活習性不明，可做為觀賞魚。

## 擴展閱讀
維基物種上的相關：伊里安島舌鱗銀漢魚